# حجةالوداع
حجةالوداع یا حجِ وداع، بر اساس روایات اسلامی، اولین و آخرین حضور محمد در مراسم حج در طول زندگانی وی بود که در ذی‌الحجه ۱۰هجری برابر مارس ۶۳۲ انجام شد. همچنین آن را حَجَّةُالاسلام، حَجَّةُالوداع و حَجَّةُالتمام و حجّه البلاغ نیز نامیده‌اند. این حج نخستین حج کامل بود و شمار همراهان محمد در منابع ۹۰٬۰۰۰ یا ۱۱۴٬۰۰۰ یا بیشتر آمده‌است.

## خارج شدن از مدینه
بر اساس روایات اسلامی، محمد پس از تهیهٔ وسائل سفر، پنج روز (به قول مقریزی) یا شش روز (به قول ابن حزم) مانده به پایان ذیقعده همراه یارانش از مدینه بیرون رفت. به قول دهخدا «پس نماز ظهر، در ذی‌الحلیفه گزارد و هنگام نماز ظهر احرام بست.» بنا بر برخی منابع دیگر تا ظهر فردای آن روز صبر کرد تا یاران و هدی از عقب برسند و با دو لباس جامه احرام ساخت: یک آزار و یک ردا. طبق روایاتی دیگر، او نماز ظهر پنجشنبه، شش روز از ذیقعده مانده را خواند و حرکت کرد و نماز عصر را در ذوالحلیفه خواند تا یاران و زنانش رسیدند. سپس «در مسجد ذوالحلیفه طرف راست هدی را به دست خویش اشعار کرد.» و به سمت قبله دو لنگهٔ کفش آویخت و به راه افتاد. در میقات، محمّد آداب احرام را به مردم آموخت. ابتدا غسل کرد و برای حج قِران مُحرم شد.

## آموزش احکام حج
بر اساس روایات اسلامی، محمد در حجةالوداع احکام و جزئیات حج را به مسلمانان آموزش داد و یکی از مشهورترین، و یکی از مستندترین خطبه‌هایش (از لحاظ تاریخی) را که به خطبةالبلاغ مشهور است، خواند. او در این خطبه مسلمانان را «برادر» یکدیگر معرفی کرد. در این خطبه، محمد به پیروانش سفارش کرد که از برخی از آداب قبل از اسلام (مانند اضافه کردن ماه‌های اضافی برای هماهنگ‌کردن تقویم شمسی و قمری) دوری بورزند. محمد بنا شدن امت جدید اسلامی را اعلان و تمامی نزاع‌های خونی، و درگیری‌هایی که بر اساس سامانه‌های قبیله‌ای بنا شده بودند را منسوخ کرده، و درخواست کرد که پیمان‌های قدیمی برگردانده شود. محمد به بیان آسیب‌پذیری زنان در جامعه اش پرداخته و از پیروان مردش خواست که «با زنان خوب رفتار کنید چون آن‌ها همانند بردگان ضعیفی در خانه‌های شما هستند. شما آن‌ها را در سایه اطمینان خدا گرفتید، و رابطه جنسی خود را با آن‌ها در سایه کلام خدا قانونی کردید، پس به خودتان بیایید و حرف‌های من را بشنوید…» او هم‌چنین به آن‌ها گفت که حق دارند زنان خود را تأدیب کنند ولی این کار را باید با مهربانی انجام دهند. محمد به موضوع ارث اشاره کرده و ادعاهای غلط دربارهٔ اصالت یا ارتباط موکلی با شخص مرحوم را ممنوع کرد، و هم‌چنین آن‌ها را از واگذاری ثروت خود به یک شخص از طریق وصیت‌نامه نهی کرد. بخش‌هایی از سخنانی از محمد در حجةالوداع چنین است:

ای مردم، سخنم را بشنوید و در آن بیندیشید بدانید که هر مسلمانی برادر مسلمان است؛ و به راستی که مسلمانان برادراند، پس چیزی از اموال برادر حلال نمی‌شود مگر آنچه به طیب نفس به دیگری داده باشد. پس ستم به خویشتن نکنید.

## اعلام ولایت علی در غدیر خم
شیعیان معتقدند که در طی حجةالوداع، آیات سوره مائده موسوم به آیه تبلیغ بر محمد نازل می‌شود و او مأمور می‌گردد تا آنچه بر او نازل می‌شود (اعلام جانشین خود) ابلاغ کند، لذا در تاریخ ۱۸ ذیحجه برابر ۱۰ یا ۱۶ مارچ که مسلمانان در حال بازگشت از حج بودند، محمد در غدیر خم پس از ادای نماز ظهر، خطبه‌ای خواند که به خطبه غدیر مشهور شد و در آخر علی ابن ابیطالب را به جانشینی خود برگزید و گفت:
هر کس که من مولای اویم، پس علی مولای اوست.
بنابر نظر مشهور شیعه، آیه اکمال در همین روز نازل شده‌است که می‌فرماید: «امروز دین شما را کامل نمودم و نعمت خود را بر شما تمام کردم و دین اسلام را برای شما پسندیدم.»
در روایت دیگری، به جای «مولا» واژه «(به عربی: ولي)» به‌کار رفته‌است.
اهل تسنن به ابهام در واژه اشاره می‌کنند و اینکه «مولا» معانی گوناگونی (از «ارباب» گرفته تا «دوست») را داراست. ضمن اینکه تنها الترمذی و ابن حنبل این گفتار را نقل کرده‌اند و در صحیح بخاری و صحیح مسلم وارد نشده‌است. برخی منابع سنی هم بحث سبب الورود را مطرح کرده‌اند، و براساس این تئوری‌ها، برداشت دیگری از این حدیث دارند.
در پی این گفتار پیامبر، در همان‌روز آیه ۳ سوره مائده نازل شد که شیعیان آن را در ارتباط با همین موضوع (جانشینی علی) می‌دانند.اهل تسنن خطبةالبلاغ را مصداق آیه می‌دانند.
چند ماه پس از بازگشت از حج، محمد درگذشت.